# Notropis anogenus
Notropis anogenus är en fiskart som beskrevs av Forbes, 1885. Notropis anogenus ingår i släktet Notropis och familjen karpfiskar. IUCN kategoriserar arten globalt som nära hotad. Inga underarter finns listade i Catalogue of Life.